# 也文攝輝
也文攝輝，是日本純種競賽馬匹。生涯活躍於一哩至中距離賽事，總戰績20戰8勝，名次分佈為8-5-2-5，主要勝場包括於1992及1993年連霸安田紀念、亦於1993年贏得秋季天皇賞，令其於此年度奪得JRA賞最佳5歲以上雄馬、最佳短距離馬和最佳父內國產馬頭銜。退役後成為Lex Stud的種馬。

## 出賽前
1988年5月27日出生於北海道新冠町錦岡牧場，所有權歸於牧場負責人之一的土井宏二旗下。
其後交由栗東訓練中心練馬師栗田博憲訓練。

## 競賽生涯

### 4歲（現3歲）
1991年3月9日出戰中山競馬場4歲新馬戰，比賽途中一直處於後方位置等待時機，進入直路後於其中一口氣加速衝出，最終以2馬位優勢獲得首勝。
其後出戰4歲500萬獎金以下條件戰，再度於直路上發揮不俗末腳下於終點線前超越領先的Meisei Heart，最終以鼻位優勢壓贏對手取勝。
4月13日出戰三級賽水晶盃，比賽初段再度採用居中戰術停留於約莫第八左右的位置，進入直路後開始加速衝出，最終跑出不俗表現下僅敗於Kalista Glory及Yuki Top Run取得第三。
完成水晶盃後原定出戰6月的短波電台賞，但於此時被發現2歲時候確診的骨膜炎復發，因而陣營放棄計劃安排其休養。
10月回歸出戰4歲以上900萬獎金以下條件戰僅獲得第七，但其後於另外4歲以上900萬獎金跑出優秀表現成功掄元。
12月15日出戰短途馬錦標，由於本次爲其首次出戰一級賽，因而僅獲得第十人氣，於比賽其中亦無法發揮優秀表現僅以第七完賽。

### 5歲（現4歲）
1992年年初其以累積獎金爲目標出戰兩場條件戰鬥日出錦標及羅生門錦標，分別取得一冠一亞的優秀戰績。
4月25日出戰京王盃春季盃，採用先行戰術下於直路爆出全場最快末腳，最終僅次於Dynamite Daddy及Bamboo Passion以第三完賽。
5月17日出戰安田紀念，雖然其於近期的賽事表現優秀，但因其目前僅勝出條件戰級別的賽事，加上處於第18檔大外檔發走，因而僅獲得第十一人氣。比賽開始後，前方由Meiner Joo率先帶出，也文攝輝則於中團靠前位置追走，並於通過最後彎道時候經已佔據第三的位置。進入直路後，其隨即由所在位置奮力加速，於直路中段取得領先，及後保持速度下成功阻止後方Kamino Cresse、Movie Star及Marumatsu Ace的追擊，以爆冷姿態取得首個一級賽冠軍，同時亦爲騎師田中勝春帶來首個一級賽優勝。
進入秋季後其以天鵝錦標作爲起動戰，然而受到食慾不振的影響下狀態大幅下降，最終僅以第二完賽。
其後出戰一哩冠軍賽及短途馬錦標亦未能掄元，分別獲得第二及第五。

### 6歲（現5歲）
1993年讀賣盃作爲年度首戰，比賽初段其前方位置進行推進，雖然進入直路後展現不俗的反應加速，但仍然無法超越前方一直處於領先的西野花，最終以3 1/2馬位差距落敗得第二。
3月14日出戰中山紀念，於較快的步速之下佔據先頭位置，但進入直路後未有明顯的提速，最終以第四完賽。
4月24日出戰京王盃春季盃，由於主戰騎師田中被罰停賽，因而由柴田善臣代打策騎。比賽開始後，處於先頭約莫第四的位置追走，通過最後彎道時候稍作前移處於第三的位置。進入直路後，其隨即加速轟出34.3秒的末腳速度瞬間衝出，輕鬆超越前方對手後繼續保持速度，最終以拋離Shinko Lovely 1 1/2馬位的姿態贏得冠軍。
其後出戰安田紀念，比賽開始後隨即搶佔位置跟隨領放馬Meiner Joo於第二的位置追走，比賽途中保持穩定的速度於前方推進。進入直路後，其趁前方Meiner Joo失速的時機瞬間衝出進佔領先的位置，最終運用餘力保持速度下以1 1/2馬位壓贏狄杜斯，成功連霸此賽事之餘亦爲騎師柴田帶來首個一級賽頭銜。
10月5日原馬主土井宏二因年老過身，也文攝輝之所有權被轉移至其子土井肇旗下。
其後爲備戰秋季主要目標秋季天皇賞，以每日王冠作爲秋季起動戰，比賽初段其採取先行戰術積極於前方位置推進，然而進入直路後開始力弱失速，最終以第六完賽。
10月31日按計劃出戰秋季天皇賞，由於缺乏中距離賽事的實績，其於賽前僅獲得第五人氣。比賽開始後，前方位置由雙渦輪快放帶出，也文攝輝於第三左右的位置追趕，而第一人氣之米浴則於也文攝輝後方。通過最後彎道後，處於前方的也文攝輝隨即加速超越前方失速的領放馬取得領先，於最後300米時候和外檔衝出的Sekitei Ryu O展開纏鬥。於餘下的直路路程中，兩駒不斷於前方位置爭奪並繼續加速，最終以拋離第三名3馬位的平頭衝線。照片判定的結果顯示，也文攝輝以鼻位壓贏對手，成功奪得第三個一級賽冠軍。
12月19日出戰短途馬錦標，賽前以2.2倍獨贏賠率取得第一人氣。比賽開始後仍然選擇先行戰術推進，進入直路後雖然仍然佔先，但其未能最大程度加速之下逐漸被率先衝出的櫻花進王拉開，最終以2 1/2馬位差距落敗得第二。
完成短途馬錦標後其按照計劃退役，並於12月30日於東京競馬場舉行退役儀式。
年末，由於其連霸安田紀念並勝出秋季天皇賞，於評選中以88票當選最佳5歲及以上雄馬，亦於最佳短途馬及最佳父內國產馬中均以87票當選，但於日本馬王評選中則以31票之差敗於本年度於經典三冠戰線表現突出的3歲馬琵琶晨光。

### 詳細賽績
| 日期       | 舉辦國家 | 馬場 | 距離   | 級別 | 賽事名稱             | 負重 | 騎師     | 馬號 | 出馬 | 名次 | 時間   | 頭馬（二馬）      |
| ---------- | -------- | ---- | ------ | ---- | -------------------- | ---- | -------- | ---- | ---- | ---- | ------ | ----------------- |
| 9/3/1991   | 日本     | 中山 | 泥1200 |      | 4歲新馬              | 53   | 横田雅博 | 13   | 16   | 1    | 1:11.9 | （Never Song）    |
| 30/3/1991  | 日本     | 中山 | 泥1200 |      | 4歲500萬獎金以下     | 53   | 横田雅博 | 9    | 11   | 1    | 1:12.0 | （Meisei Heart）  |
| 13/4/1991  | 日本     | 中山 | 草1200 | GIII | 水晶盃               | 55   | 横山典弘 | 2    | 14   | 3    | 1:09.0 | Kalista Glory     |
| 16/10/1991 | 日本     | 東京 | 泥1200 |      | 4歲以上900萬獎金以下 | 55   | 横山典弘 | 4    | 12   | 7    | 1:12.0 | Kyoei Brand       |
| 1/12/1991  | 日本     | 中山 | 泥1200 |      | 4歲以上900萬獎金以下 | 55   | 蛯沢誠治 | 4    | 12   | 1    | 1:11.8 | （Onward Wood）   |
| 15/12/1991 | 日本     | 中山 | 草1200 | GI   | 短途馬錦標           | 55   | 蛯沢誠治 | 11   | 16   | 7    | 1:08.8 | 第一紅寶          |
| 6/1/1992   | 日本     | 中山 | 泥1200 |      | 日出錦標             | 56   | 蛯沢誠治 | 7    | 16   | 2    | 1:10.9 | Symboli Garuda    |
| 2/2/1992   | 日本     | 京都 | 泥1200 |      | 羅生門錦標           | 56   | 田原成貴 | 12   | 13   | 1    | 1:10.8 | （Meisho Homura） |
| 25/4/1992  | 日本     | 東京 | 草1400 | GII  | 京王盃春季盃         | 56   | 田中勝春 | 8    | 13   | 3    | 1:21.7 | Dynamite Daddy    |
| 17/5/1992  | 日本     | 東京 | 草1600 | GI   | 安田紀念             | 56   | 田中勝春 | 18   | 18   | 1    | 1:33.8 | （Kamino Cresse） |
| 13/9/1992  | 日本     | 阪神 | 草1400 | GIII | 人馬錦標             | 58   | 田中勝春 | 11   | 14   | 2    | 1:23.2 | My Super Man      |
| 22/11/1992 | 日本     | 京都 | 草1600 | GI   | 一哩冠軍賽           | 56   | 田中勝春 | 9    | 18   | 5    | 1:34.0 | 大德日神          |
| 20/12/1992 | 日本     | 中山 | 草1200 | GI   | 短途馬錦標           | 56   | 田中勝春 | 2    | 16   | 2    | 1:07.8 | 西野花            |
| 28/2/1993  | 日本     | 阪神 | 草1600 | GII  | 讀賣盃               | 58   | 田原成貴 | 9    | 12   | 2    | 1:37.0 | 西野花            |
| 14/3/1993  | 日本     | 中山 | 草1800 | GI   | 中山紀念             | 58   | 田原成貴 | 11   | 14   | 4    | 1:47.3 | Movie Star        |
| 24/4/1993  | 日本     | 東京 | 草1400 | GII  | 京王盃春季盃         | 59   | 柴田善臣 | 7    | 12   | 1    | 1:21.0 | （Shinko Lovely） |
| 16/5/1993  | 日本     | 東京 | 草1600 | GI   | 安田紀念             | 56   | 柴田善臣 | 14   | 16   | 1    | 1:33.5 | （狄杜斯）        |
| 10/10/1993 | 日本     | 東京 | 草1800 | GII  | 毎日王冠             | 59   | 柴田善臣 | 5    | 13   | 6    | 1:46.4 | Shinko Lovely     |
| 31/10/1993 | 日本     | 東京 | 草2000 | GI   | 秋季天皇賞           | 58   | 柴田善臣 | 8    | 18   | 1    | 1:58.9 | （Sekitei Ryu O） |
| 19/12/1993 | 日本     | 中山 | 草1200 | GI   | 短途馬錦標           | 56   | 柴田善臣 | 8    | 14   | 2    | 1:08.3 | 櫻花進王          |

## 退役後
退役後，也文攝輝成爲了配種馬，於北海道靜內町（新日高町）Lex Stud休養，在1994年進行配種，首批子嗣於1995年出生。首批子嗣可於1997年出賽。2000年10月14日，Sanford City在武藏野錦標取勝，成爲了首匹勝出分級賽的子嗣。
2009年配種季過後由配種馬退役，返回出生地北海道新冠町錦岡牧場以功勞馬身份進行退休生活。
2017年5月16日，其因衰老以29歲高齡死亡。

## 血統簡介
父系Nihon Pillow Winner爲日本賽駒，稱霸一哩賽事並曾連霸一哩冠軍賽及贏得安田紀念，整體戰績極佳。祖父Steel Heart爲愛爾蘭賽駒，活躍於短途賽事，曾勝出一級賽中央公園錦標。
母系Yamanin Policy爲日本賽駒，生涯戰績不佳僅勝出一場賽事。外祖父害羞新郎爲法國賽駒，生涯戰績優秀，曾勝出法國二千堅尼等五項一級賽。

### 血統表
| 父線：Sir Gaylord系（Royal Changer系）    |                                   |               |               |
| 種馬 Nihon Pillow Winner 1980年（深棗色） | Steel Heart 1972年（棗色）        | Habitat       | Sir Gaylord   |
| 種馬 Nihon Pillow Winner 1980年（深棗色） | Steel Heart 1972年（棗色）        | Habitat       | Little Hut    |
| 種馬 Nihon Pillow Winner 1980年（深棗色） | Steel Heart 1972年（棗色）        | A.1.          | Abernant      |
| 種馬 Nihon Pillow Winner 1980年（深棗色） | Steel Heart 1972年（棗色）        | A.1.          | Asti Spumante |
| 種馬 Nihon Pillow Winner 1980年（深棗色） | Nihon Pillow Evert 1974年（棗色） | China Rock    | Rockefella    |
| 種馬 Nihon Pillow Winner 1980年（深棗色） | Nihon Pillow Evert 1974年（棗色） | China Rock    | May Wong      |
| 種馬 Nihon Pillow Winner 1980年（深棗色） | Nihon Pillow Evert 1974年（棗色） | Light Flame   | Rising Flame  |
| 種馬 Nihon Pillow Winner 1980年（深棗色） | Nihon Pillow Evert 1974年（棗色） | Light Flame   | Green Light   |
| 繁殖雌馬 Yamanin Policy 1981年（栗色）    | 害羞新郎 1974年（栗色）           | Red God       | Nasrullah     |
| 繁殖雌馬 Yamanin Policy 1981年（栗色）    | 害羞新郎 1974年（栗色）           | Red God       | Spring Run    |
| 繁殖雌馬 Yamanin Policy 1981年（栗色）    | 害羞新郎 1974年（栗色）           | Runaway Bride | Wild Risk     |
| 繁殖雌馬 Yamanin Policy 1981年（栗色）    | 害羞新郎 1974年（栗色）           | Runaway Bride | Aimee         |
| 繁殖雌馬 Yamanin Policy 1981年（栗色）    | Yama Hoyu 1968年（深棗色）        | Guersant      | Bubbles       |
| 繁殖雌馬 Yamanin Policy 1981年（栗色）    | Yama Hoyu 1968年（深棗色）        | Guersant      | Montagnana    |
| 繁殖雌馬 Yamanin Policy 1981年（栗色）    | Yama Hoyu 1968年（深棗色）        | Miss Tarume   | Hakuryo       |
| 繁殖雌馬 Yamanin Policy 1981年（栗色）    | Yama Hoyu 1968年（深棗色）        | Miss Tarume   | Badminton     |
| 雌系：號族：1-m                           |                                   |               |               |
| 五代內近親交配：無                        |                                   |               |               |

## 命名由來
名字中，Yamanin（ヤマニン）是第一代馬主土井宏二之冠名，出自其所屬的土井一族之屋號，香港取音譯，翻譯为「也文」，Zephyr（ゼファー）則出自希臘神話中的西風之神齊菲兒之名字，香港亦同样於此處取音譯，翻譯为「攝輝」。

## 外部連結
- 也文攝輝 netkeiba.com
- 也文攝輝 sportsnavi.com
- 也文攝輝 jbis.or.jp
- 血統表